# Apostolos Nikolaidisstadion
Het Apostolos Nikolaidisstadion (Grieks: Γήπεδο Απόστολος Νικολαΐδης, Gípedo Apóstolos Nikolaḯdis) is een voetbalstadion en multisportcenter in de Griekse hoofdstad Athene. Het is de thuisbasis van Panathinaikos. Het werd geopend in 1922 en is daarmee het oudste voetbalstadion in Griekenland. 

## Pavlos Giannakopoulos Indoor Hall
Onder Gate 6 & 7 is er een sporthal, gebouwd in 1959. het was de eerste sporthal in Griekenland. het heeft een capaciteit van 2000 zitplaatsen. Het is beroemd voor de sfeer die de Panathinaikos-fans er maken. De bijnaam van de sporthal is "de tombe van de indaan", uitgesproken als "Tafos tou Indou" in het Grieks.

## Afbeeldingen

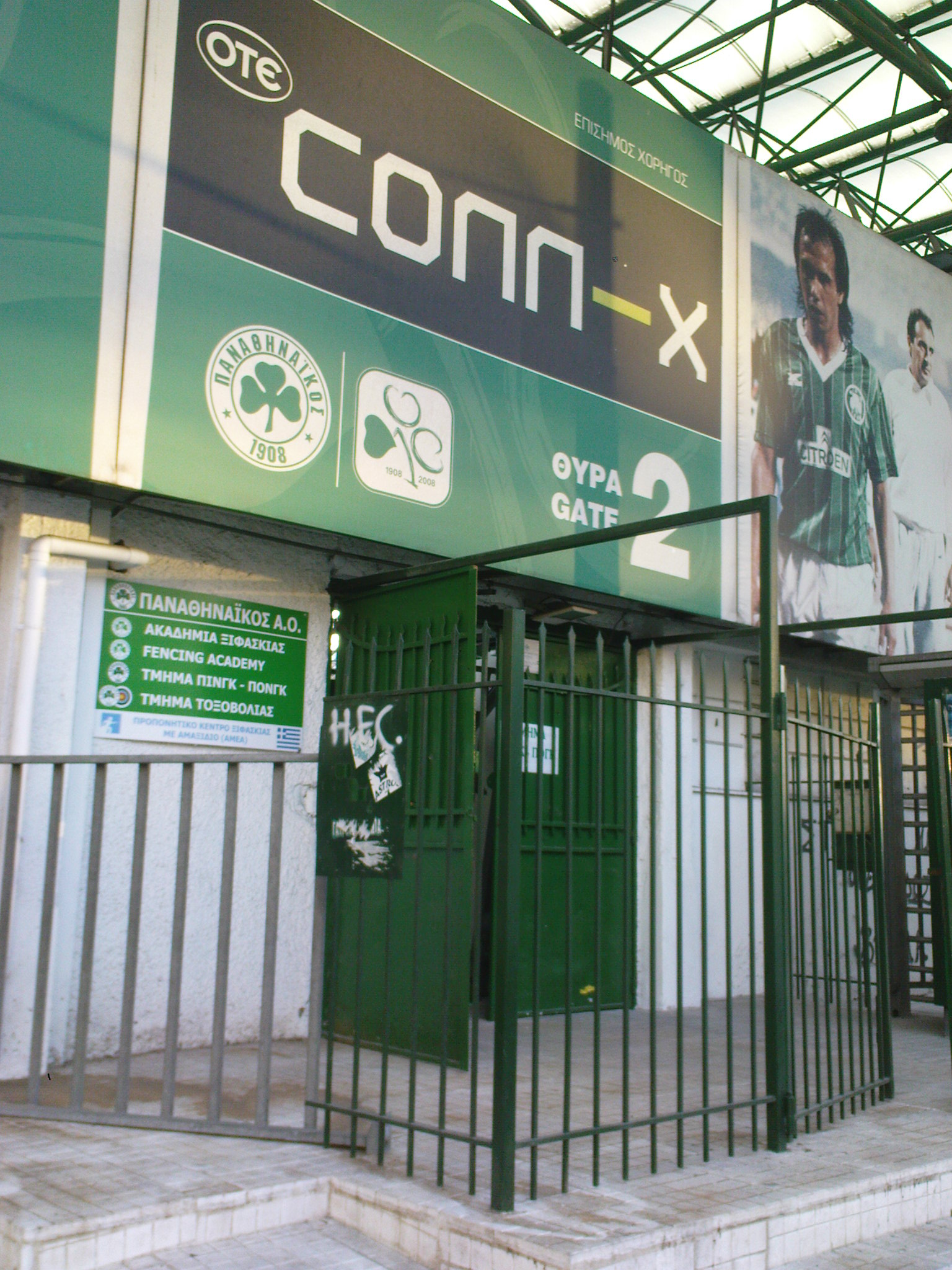
Gate 2
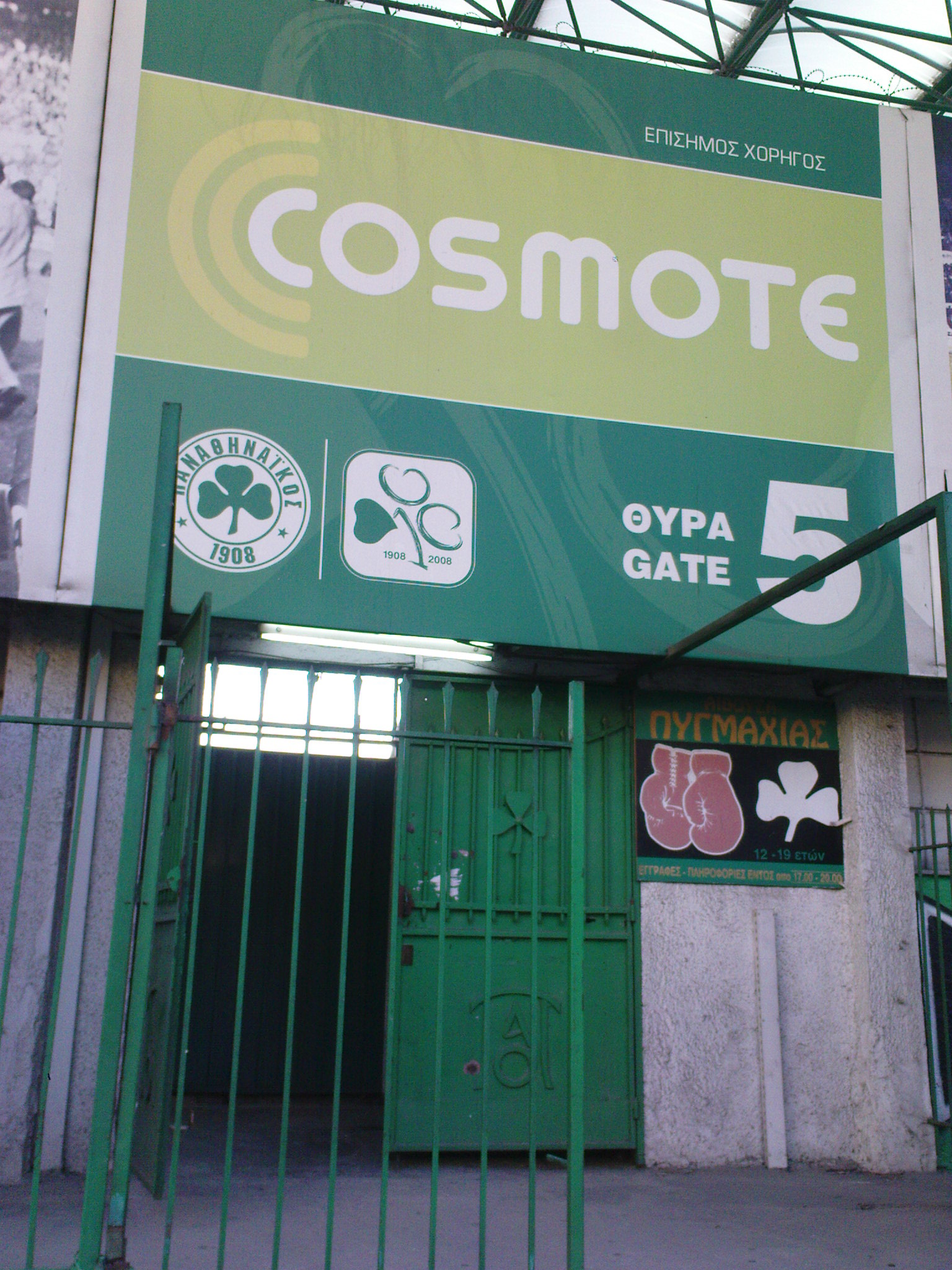
Gate 5
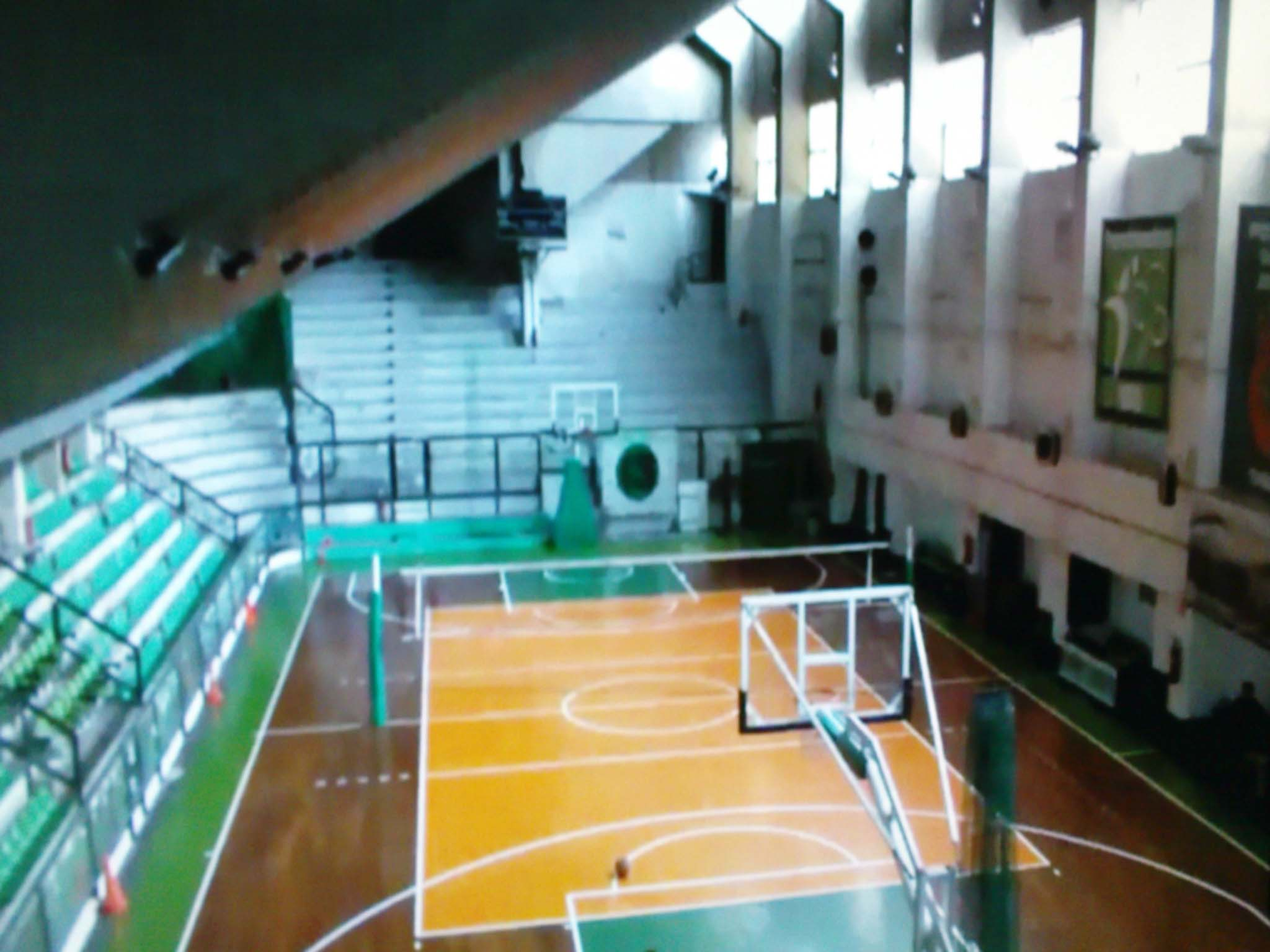
Pavlos Giannakopoulos Indoor Hall
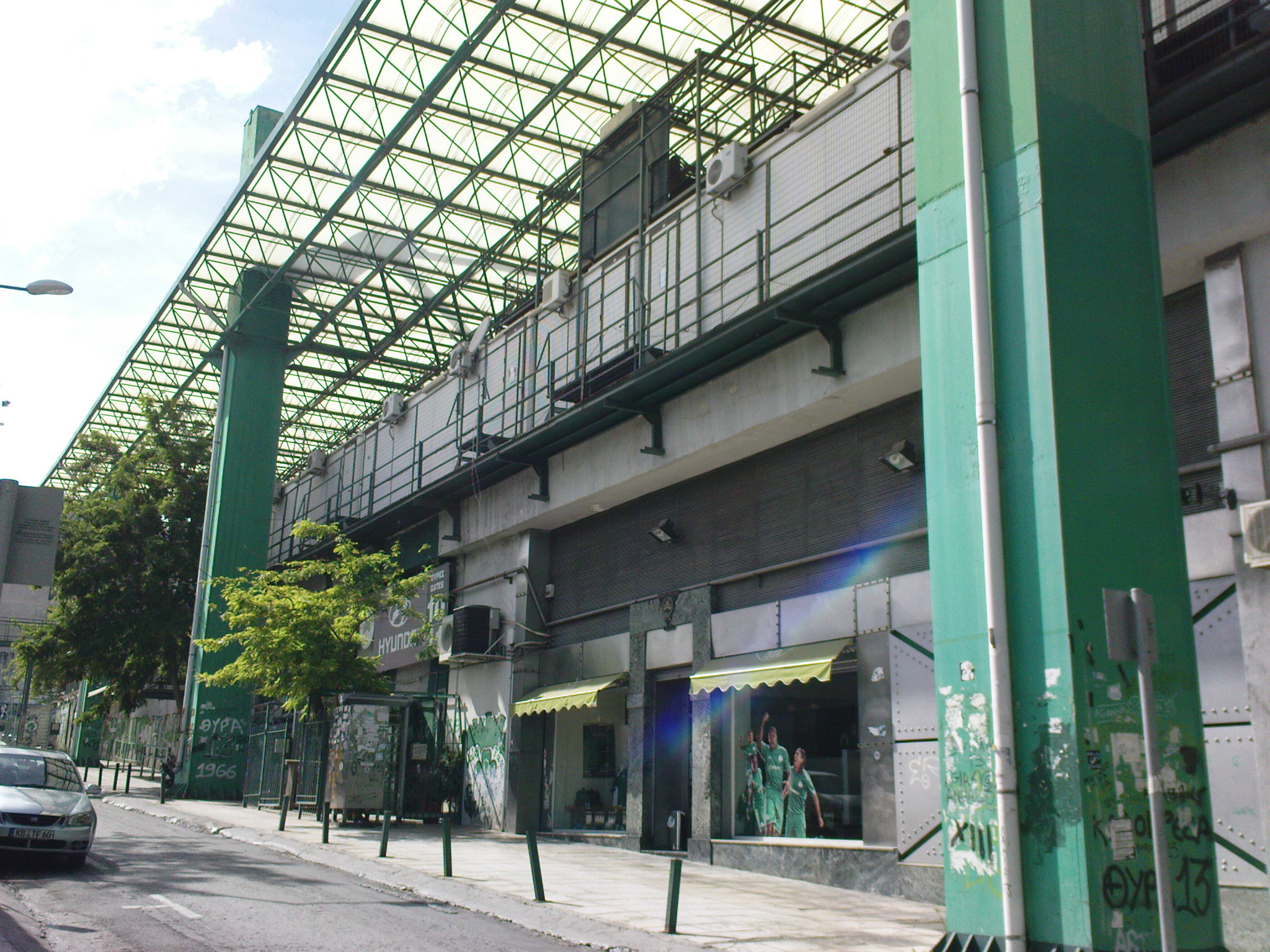
Fanshop van Panathinaikos